# Религии в Крыму
Религии в Крыму — совокупность религиозных течений, утвердившихся на территории полуострова Крым. По данным на 2009 год в Крыму были зарегистрированы 1362 религиозные организации (в 1988 году — 37) пятидесяти конфессий и религиозных направлений; действовало более 1330 религиозных общин, 9 духовных учебных заведений. 690 культовых зданий находились в пользовании или собственности религиозных организаций. С 1991 по 2009 года было построено 166 культовых зданий, в том числе 80 мечетей.
К традиционным конфессиям Крыма относят православие, ислам суннитского толка, иудаизм, караимизм, а также католичество и армянское апостольское христианство.

## Христианство
|                                               |  |                                                              |  |                              |  |
| Православный Владимирский собор в Севастополе |  | Армянский монастырь Святого Креста (1358 год) в Старом Крыму |  | Католическая церковь в Керчи |  |

### Православие

#### Русская православная церковь
Распространение Православия началось в Крыму с появлением греков в I веке н. э. В XV веке, во время вторжения турок, в Крыму начались гонения на православных. Было запрещено разговаривать на греческом языке, поэтому на нём велись службы лишь в храмах. В конце XVIII века Крым перешёл в состав России.
В Крыму сохранились древние и средневековые церкви.
В настоящее время на территории Крыма действуют 3 епархии Украинской православной церкви Московского патриархата: Симферопольская, Джанкойская и Феодосийская.

#### Старообрядческая церковь
Территория Крыма юрисдикционно относилась к Киевской и всея Украины епархии Русской православной старообрядческой церкви; в 2015 году все крымские приходы (храм Введения Пресвятой Богородицы в Симферополе, храм святых апостолов Петра и Павла в Краснокаменке, храм Рождества Пресвятой Богородицы в Маме Русской) были переданы в прямое подчинение митрополита Московского и всея Руси Корнилия (Титова).
По утверждению в сентябре 2019 года председателя «Всемирного союза староверов», постоянного члена комиссии старообрядных приходов в составе Московского патриархата Леонида Севастьянова, аннексия Крыма Россией стимулировала развитие старообрядчества в регионе: «Самое бурно развивающееся место в плане старообрядчества сейчас — это Крым. После присоединения Крыма в 2014 году сразу пять общин появилось там, причем они образцово-показательные»

### Армянская апостольская церковь
В XIV веке в Крыму насчитывалось 65 армянских церквей и монастырей, имевших 150 тысяч прихожан (35 % населения полуострова, в том числе 75 % населения Феодосии и Судака)
В 1778 А. В. Суворов переселил армян и греков из Крыма на Дон, в Азовскую губернию. В 1944 году советское правительство депортировало остававшихся там крымских армян из Крыма. Армяне частично вернулись туда лишь в 1960-е года. В начале 1990-х годов в северном пригороде Симферополя создан посёлок для армян-репатриантов Айкаван (в переводе — «армянский посёлок»). В некоторых городах Крыма действуют общины Украинской епархии Армянской апостольской церкви.
В Ялте, Феодосии и Евпатории есть армянские традиционные христианские памятники — хачкары.

## Ислам

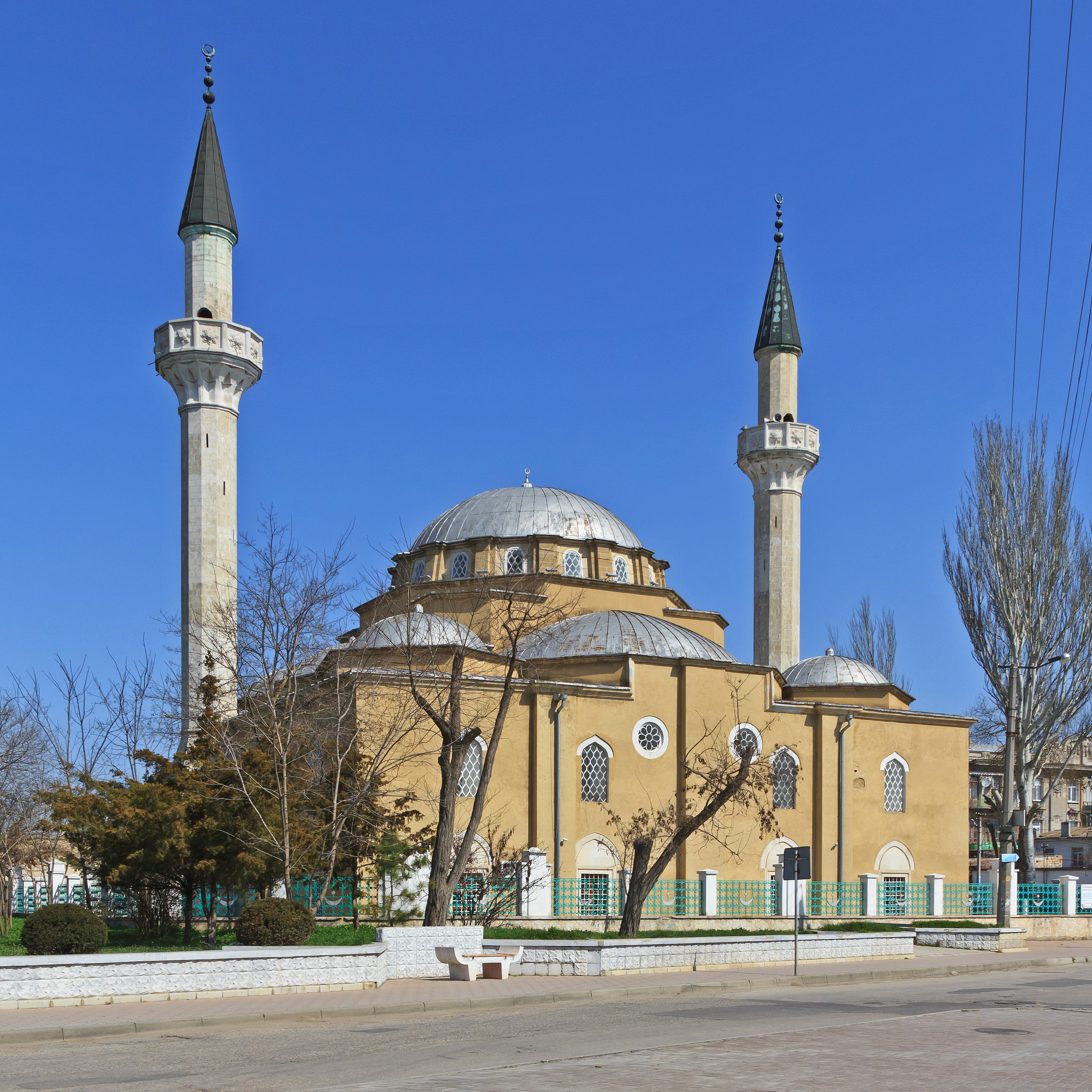
Мечеть Джума-Джами в Евпатории

Распространение ислама в Крыму начинается в VII веке под влиянием Хорезма и Волжской Булгарии. Одна из самых древних мечетей была построена в 1262 году в Солхате. С 1475 года на полуострове начинает распространяться ислам суннитского толка, что связано с появлением турок.
В XVIII веке в Крыму, уже будучи под властью Российской империи, начинает доминировать православная община. С середины 20-х годов XX века в Крыму начинает изыматься из библиотек исламская литература. После депортации Крымских татар на полуострове перестали действовать мечети и мусульманские общины. С возвращением их обратно в 80-х годах, начинается возрождение ислама.

## Иудаизм

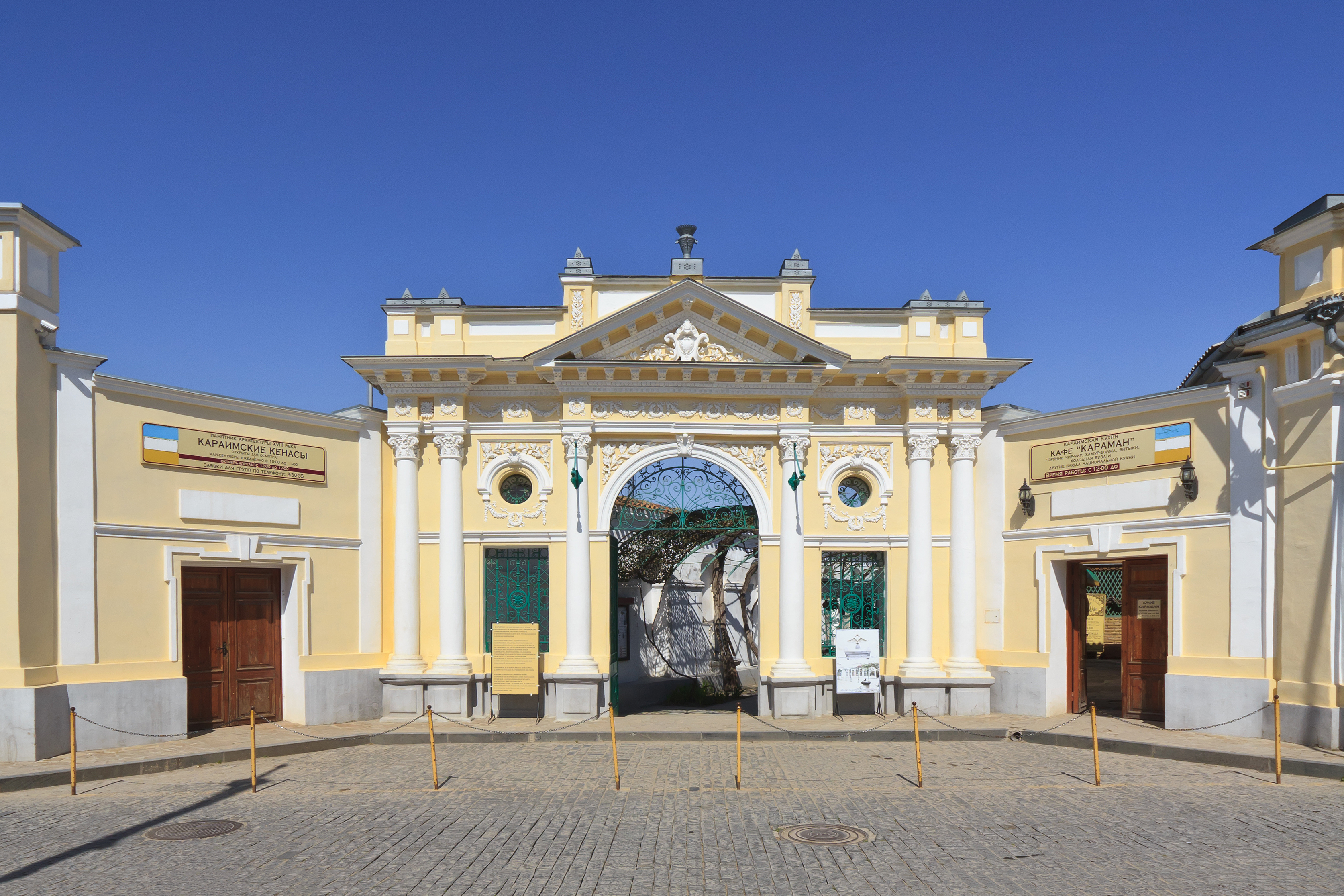
Единственная действующая караимская кенасса в Крыму, Евпатория

В VI веке, по мнению А. С. Фирковича, в Крыму появились пленные евреи, что связано с появлением в этих местах персов. С приходом к власти большевиков еврейские общины и синагоги были ликвидированы.